# IU影視作品列表

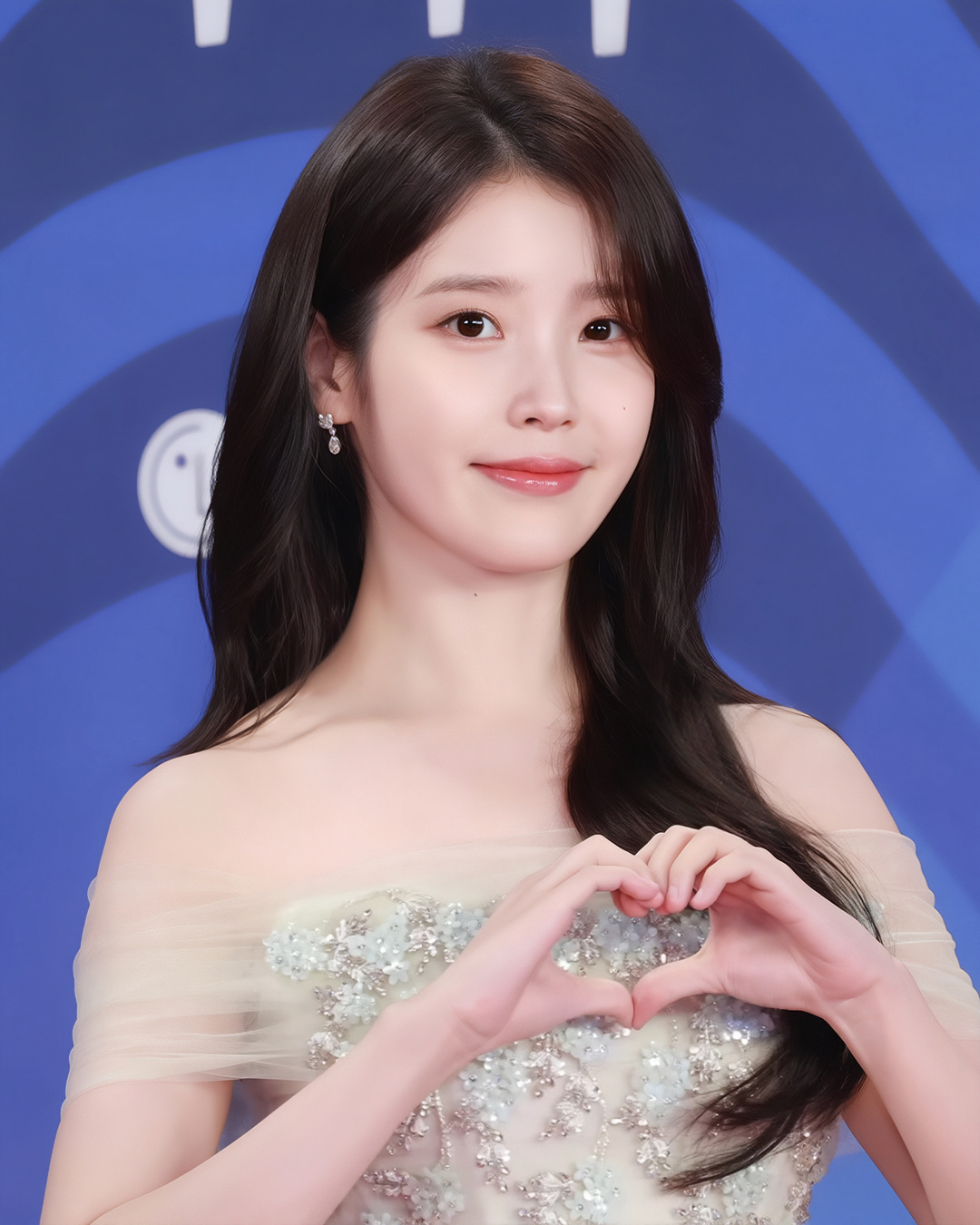
2025年IU於青龍系列大獎紅毯

IU影視作品列表主要列舉韓國女創作歌手IU歷年參與的影視作品演出，包括電視劇、電影、短篇電影及綜藝節目。

## 劇集
| 年份   | 平台    | 劇名                  | 角色            | 性質       | 集數   |
| 2011年 | KBS     | Dream High            | 金碧淑          | 第三女主角 | 全集   |
| 2011年 |         | Welcome To The Show   | 李知恩          | 客串演出   | 一集完 |
| 2012年 | KBS     | Dream High 2          | 金碧淑          | 客串演出   | 第1集  |
| 2012年 | SBS     | 蠑螈道士和影子操作團  | 李知恩          | 客串演出   | 第6集  |
| 2013年 | KBS     | 最佳李純信            | 李純信          | 第一女主角 | 全集   |
| 2013年 | KBS     | 漂亮男人              | 金普通          | 第一女主角 | 全集   |
| 2015年 | KBS     | 製作人                | 趙仁英（Cindy） | 第二女主角 | 全集   |
| 2016年 | SBS     | 月之戀人—步步驚心：麗 | 解樹／高夏真    | 第一女主角 | 全集   |
| 2018年 | tvN     | 我的大叔              | 李至安          | 第一女主角 | 全集   |
| 2019年 | tvN     | 德魯納酒店            | 張滿月          | 第一女主角 | 全集   |
| 2025年 | Netflix | 苦盡柑來遇見你        | 吳愛純／梁金明  | 第一女主角 | 全集   |
| 2026年 | MBC     | 21世紀大君夫人        | 成熙珠          | 第一女主角 | 全集   |

## 電影
| 年份   | 片名                          | 角色               | 備註                                                               |
| 2012年 | 萨米大冒险2                   | Ella（配音）       | 韓語配音                                                           |
| 2017年 | Real                          | 頒獎典禮的禮儀小姐 | 客串                                                               |
| 2019年 | 女孩，四繹                    | IU／恩／韓娜／知恩 | 由尹鐘信的公司製作，Netflix發行的電影短篇集                        |
| 2021年 | 無人之境                      | 美英               | 客串                                                               |
| 2022年 |                               | 文素英             | 首次擔任大電影女主角                                               |
| 2023年 | The Golden Hour: 在橙色太陽下 | IU                 | 首位在首爾奧林匹克主競技場舉辦單獨演唱會的韓國女藝人（演唱會電影） |
| 2023年 | Dream：夢想代表隊             | 李曉敏             | 首次擔任商业電影女主角                                             |
| 2025年 | IU CONCERT: THE WINNING       | IU                 | 首位在首爾世界杯足球場舉辦單獨演唱會的韓國女藝人（演唱會電影）     |

## 綜藝節目

#### 固定出演
| 年份        | 名称                   | 性質                   | 备注 |
| 2010年      | 英雄豪傑               | 固定嘉賓               | 全集（2010年7月18日 - 2011年5月1日） |
| 2011年      | 金妍兒的Kiss & Cry     | 参賽者                 | 8集（1-8）2011年5月22日 - 2011年7月10日 |
| 2011–2013年 | SBS人氣歌謠            | 主持人                 | 合作主持人： - 與趙權、Sulli、李起光（2011年3月20日－11月13日） - 與荷拉、妮可（2011年11月20日－2012年5月20日） - 與李鍾碩（2012年8月26日－12月2日） - 與李玹雨、黃光熙（2012年12月16日－2013年7月28日） |
| 2012年      | MBC最強連勝Quiz Show Q | 主持人                 | 与朴明洙和Sun Bom Soo合作主持 20集（2012年8月19日 - 2012年12月28日） |
| 2012年      | SBS歌謠大戰            | 主持人                 | 与裴秀智和鄭糠雲合作主持（2012年12月29日） |
| 2014年      | KBS2托盤接力曲         | 主持人                 | 特别篇（2014年9月8日），与申東燁联合主持 |
| 2015年      | SBS歌謠大戰            | 主持人、演唱者         | 與申東燁聯合主持（2015年12月27日） |
| 2017年      | 孝利家民宿             | 固定嘉賓（飾民宿職員） | 第一季全集（2017年6月25日 - 2017年9月24日） |
| 2017年      | SBS歌謠大戰            | 主持人、演唱者         | 與柳熙烈聯合主持（2017年12月25日） |

#### 嘉宾出演
| 年份   | 名称                          | 性質     | 备注 |
| 2008年 | 尹度玹的情書                  | 演唱者   | 1集（2008年10月24日）                                                                                    |
| 2009年 | 明星金鐘                      | 参賽者   | 2集（240、249）                                                                                          |
| 2009年 | Concert Feel                  | 演唱者   | 1集（2009年6月30日）                                                                                     |
| 2009年 | 柳熙烈的寫生簿                | 演唱者   | 1集（2009年7月3日）                                                                                      |
| 2009年 | 金諪恩的巧克力                | 演唱者   | 1集（81）                                                                                                |
| 2009年 | 挑戰千曲                      | 演唱者   | 1集（2009年7月19日）                                                                                     |
| 2009年 | 明星金鐘                      | 參賽者   | 1集（262）                                                                                               |
| 2009年 | 家族製造-SJ的Miracle          | 嘉賓     | 2集（16、17）                                                                                            |
| 2010年 | 柳熙烈的寫生簿                | 演唱者   | 5集（2010年1月1日、11月5日、11月12日、11月19日、12月3日）                                                |
| 2010年 | 音樂之旅啦啦啦                | 嘉賓     | 1集（56）                                                                                                |
| 2010年 | 第六感對决                    | 嘉賓     | 1集（2010年2月7日）                                                                                      |
| 2010年 | 金諪恩的巧克力                | 演唱者   | 3集（91、105、126）                                                                                      |
| 2010年 | 明星金鐘                      | 参賽者   | 1集（302）                                                                                               |
| 2010年 | MBLAQ偶像軍團红了她           | 嘉賓     | 1集（EP11-2010年2月24日）                                                                                |
| 2010年 | 大國民脫口秀-你好             | 嘉賓     | 1集（3）                                                                                                 |
| 2010年 | 無限挑戰                      | 演唱者   | 1集（215）                                                                                               |
| 2011年 | 明星相親                      | 嘉賓     | 1集（2011年2月2日 ）                                                                                     |
| 2011年 | 来玩吧                        | 嘉賓     | 2集（2011年3月14日、4月11日）                                                                            |
| 2011年 | 黃金漁場 Radio Star           | 嘉賓     | 3集（179-181, 2011年3月23日、3月30日、4月6日）                                                           |
| 2011年 | 對決！Star 聽證會 － 每天每夜 | 嘉賓     | 1集（2011年4月4日）                                                                                      |
| 2011年 | 不朽的名曲：傳說在歌唱        | 演唱者   | 1集（2011年6月4日）                                                                                      |
| 2011年 | 甜蜜的返鄉                    | 嘉賓     | 1集（2011年6月10日）                                                                                     |
| 2011年 | 搞笑演唱會                    | 演唱者   | 1集（2011年12月4日）                                                                                     |
| 2011年 | 柳熙烈的寫生簿                | 演唱者   | 5集（2011年3月12日、6月3日、7月23日、12月17日、12月24日）                                                |
| 2011年 | 大國民脱口秀-你好             | 嘉賓     | 1集（55）                                                                                                |
| 2011年 | 強心臟                        | 嘉賓     | 2集（109、110）                                                                                          |
| 2011年 | Happy Together                | 嘉賓     | 2集（191、228）                                                                                          |
| 2011年 | Running Man                   | 参賽者   | 1集（43）                                                                                                |
| 2011年 | 無限挑戰                      | 嘉賓     | 1集（230）                                                                                               |
| 2012年 | 明星試鏡：偉大的誕生          | 嘉賓     | 1集（2012年1月6日）                                                                                      |
| 2012年 | 來玩吧                        | 嘉賓     | 1集（2012年1月16日）                                                                                     |
| 2012年 | 太子妃計劃-王室的復活         | 嘉賓     | 特别篇（2012年1月23日）                                                                                  |
| 2012年 | 柳熙烈的寫生簿                | 演唱者   | 1集（2012年5月25日）                                                                                     |
| 2012年 | 搞笑演唱會                    | 演唱者   | 1集（2012年9月16日）                                                                                     |
| 2012年 | 鄭在炯和李孝利的你和我        | 演唱者   | 1集（1）                                                                                                 |
| 2012年 | Go Show                       | 嘉賓     | 1集（29）                                                                                                |
| 2012年 | 胜利之神                      | 嘉賓     | 1集（14）                                                                                                |
| 2012年 | 強心臟                        | 嘉賓     | 2集（131、132）                                                                                          |
| 2012年 | Happy Together                | 嘉賓     | 1集（265）                                                                                               |
| 2012年 | Running Man                   | 参賽者   | 3集（77、96、97）                                                                                        |
| 2013年 | 話神-支配心靈者               | 嘉賓     | 1集（2013年7月23日）                                                                                     |
| 2013年 | 柳熙烈的寫生簿                | 演唱者   | 2集（2013年8月16日、2013年10月11日）                                                                     |
| 2013年 | 真正的男人                    | 旁白     | 1集（2013年10月27日）                                                                                    |
| 2013年 | Picnic Live之IU的秘密旅行     | 主持人   | 特别篇（2013年11月11日）                                                                                 |
| 2013年 | 一周的偶像                    | 嘉賓     | 2集（2013年11月6日、2013年11月13日）                                                                     |
| 2013年 | 隐藏歌手                      | 演唱者   | 1集（第二季第7集）                                                                                       |
| 2013年 | 大國民脱口秀-你好             | 嘉賓     | 1集（145）                                                                                               |
| 2013年 | Happy Together                | 嘉賓     | 2集（297、323）                                                                                          |
| 2013年 | Running Man                   | 参賽者   | 1集 (2013年10月20日 168)                                                                                 |
| 2014年 | Show Champion                 | 演唱者   | 1集（2014年3月19日）                                                                                     |
| 2014年 | 音樂旅行昨日                  | 演唱者   | 2集（2014年3月2日、3月9日）                                                                              |
| 2014年 | 我是男人                      | 嘉賓     | 1集（2014年8月8日）                                                                                      |
| 2014年 | 柳熙烈的寫生簿                | 演唱者   | 1集（2014年9月13日）                                                                                     |
| 2014年 | Healing Camp                  | 演唱者   | 2集（144、145）                                                                                          |
| 2015年 | 無限挑戰                      | 演唱者   | 7集（435-440、442）                                                                                      |
| 2015年 | 韓來之星                      | 嘉賓     | 1集（5）                                                                                                 |
| 2016年 | 隔壁的CEO們                   | 特別嘉賓 | 1集（2016年2月5日）                                                                                      |
| 2016年 | 開放音樂會                    | 演唱者   | 1集 (2016年11月27日)                                                                                     |
| 2016年 | 花樣旅行                      | 嘉賓     | 1集 (2016年12月4日)                                                                                      |
| 2017年 | 柳熙烈的寫生簿                | 演唱者   | 1集 (2017年4月29日)                                                                                      |
| 2017年 | 演藝家中介                    | 嘉賓     | 1集 (2017年4月30日)                                                                                      |
| 2017年 | Picnic Live                   | 嘉賓     | 2集 (2017年5月11、18日)                                                                                  |
| 2017年 | Fantastic Duo 2               | 嘉賓     | 2集 (EP9、10)                                                                                            |
| 2017年 | Happy Together 3              | 特別嘉賓 | 2集 (2017年5月25日、6月1日) (EP500、501)                                                                 |
| 2018年 | 柳熙烈的寫生簿                | 演唱者   | 1集（2018年6月2日）                                                                                      |
| 2018年 | 有品味地吃吧                  | 嘉賓     | 2集（2018年9月7日、14日）                                                                                |
| 2018年 | 認識的哥哥                    | 嘉賓     | 2集（2018年10月20日、27日) (EP150、151)                                                                  |
| 2018年 | 對話的喜悅                    | 嘉賓     | 1集（2018年10月27日）                                                                                    |
| 2019年 | 你的歌曲                      | 嘉賓     | 1集（2019年1月31日）                                                                                     |
| 2019年 | 第55屆百想藝術大獎頒獎禮      | 得獎者   | 於第55屆百想藝術大獎入圍以下項目： - 女子人氣獎（得獎） - 電視部門女子最優秀演技獎（《我的大叔》，提名） |
| 2020年 | 第56屆百想藝術大獎頒獎禮      | 入圍者   | 以《德魯納酒店》獲電視部門女子最優秀演技獎提名                                                           |
| 2020年 | 帶輪子的家                    | 嘉賓     | 2集（2020年7月23日、30日) (EP7、8)                                                                       |
| 2020年 | 柳喜烈的寫生簿                | 演唱者   | 1集（2020年9月18日）                                                                                     |
| 2020年 | On & Off                      | 嘉賓     | 1集（2020年10月10日）                                                                                    |
| 2021年 | 劉QUIZ ON THE BLOCK           | 嘉賓     | 1集（2021年3月31日）                                                                                     |
| 2021年 | 柳喜烈的寫生簿                | 演唱者   | 1集（2021年4月2日）                                                                                      |
| 2021年 | 有名歌手戰                    | 嘉賓     | 1集（2021年4月9日）                                                                                      |

### 電台節目

#### DJ
| 電視台      | 節目名稱                     | 日期                          | 备注        |
| MBC標準FM   | 朴京林的燦多的星光閃耀的夜晚 | 2010年1月28日 - 2010年7月1日  | 共同DJ 17期 |
| MBC FM4U    | IU、尹斗俊的親朋密友         | 2010年4月26日 - 2010年5月9日  | 代班DJ 14期 |
| MBC FM4U    | 卢弘哲的亲密朋友             | 2010年5月16日 - 2010年6月20日 | 共同DJ 4期  |
| KBS cool FM | 刘寅娜的提高音量             | 2014年7月25日 - 2014年7月27日 | 代班DJ 3期  |
| MBC FM4U    | FM Music City                | 2014年4月14日                 | 代班DJ 1期  |

#### 固定出演
| 電視台       | 節目名稱                     | 角落名稱                              | 日期                            | 备注 |
| KBS Cool FM  | Super Junior的Kiss The Radio | 라이브 리퀘스트 - 해체직전            | 2009年8月6日 - 2009年9月24日    | 7期  |
| KBS Cool FM  | Maybee的提高音量             | 오빠들이 들려주는 연애이야기          | 2009年8月21日 - 2009年10月23日  | 7期  |
| MBC FM4U     | 太妍的親朋密友               | 여수다                                | 2009年10月20日 - 2009年10月27日 | 2期  |
| MBC FM4U     | 太妍的親朋密友               | 학교전설                              | 2009年11月3日— 2010年4月20日    | 21期 |
| MBC標準FM    | 朴京林的燦多的星光閃耀的夜晚 | 퀴즈 열전                             | 2009年10月21日 - 2009年11月19日 | 4期  |
| MBC標準FM    | 朴京林的燦多的星光閃耀的夜晚 | 1030 상담소                           | 2009年11月26日- 2010年7月1日    | 27期 |
| KBS Cool FM  | Maybee的提高音量             | 아, 이유 있는 음악                    | 2010年3月14日 - 2010年4月14日   | 4期  |
| SBS Power FM | 金希澈的Young Street         | 대리검색 1077                         | 2010年4月5日 - 2010年7月12日    | 12期 |
| SBS Power FM | 甜蜜與苦澀的 ten ten俱樂部   | 선곡여왕                              | 2010年4月7日至2010年7月7日      | 10期 |
| MBC FM4U     | 盧弘哲的親密朋友             | MBC 창사 49주년 일요특별기획 The 놀자 | 2010年5月16日 - 2010年6月20日   | 5期  |
| MBC FM4U     | 盧弘哲的親密朋友             | 출처 필요                             | 2010年6月23日 - 2010年7月7日    | 3期  |
| KBS Cool FM  | Narsha的提高音量             | 변PD의 수다용접실                     | 2010年6月4日 - 2010年7月2日     | 3期  |
| KBS Cool FM  | 李秀英的Music Show           | 아이.돌                               | 2010年6月12日 - 2010年7月10日   | 5期  |

## 個人Youtube節目
| 年份    | 身分 | 名称                  |
| 2017年- | 主持 | IU TV                 |
| 2020年  | 主持 | IU的宅家Signal 第一季 |
| 2020年  | 主持 | IU的宅家Signal 第二季 |
| 2020年- | 主持 | IU的調色盤            |